# Clotário I
Clotário I (em francês: Clotaire I; às vezes chamado o Velho; Soissons, 497 – 27 de novembro de 561), um dos quatro filhos de Clóvis I, foi rei dos francos.
Exerceu diligentemente o comando das forças armadas.